# بيارن جنسن
بيارن جنسن هو حكم كركيت ‏ دنماركي، ولد في 1958.